# Еркат Мігран Арменакович
Мігран Арменакович Еркат  (вірм. Միհրան Երկաթ; 20 лютого 1921, Константинополь — 17 жовтня 1986, Єреван) — радянський вірменський оперний співак (баритон). Народний артист СРСР (1977).

## Біографія
Народився Еркат в Константинополі, зараз Стамбул (Туреччина).
У 1923 році родина майбутнього співака переїхала в Александрію (Єгипет), де Мігран Арменакович закінчив Музичний ліцей імені Верді.
1940—1943 рр. — соліст Філармонії та Радіо в Александрії та Каїрі.
У 1947 році співак переїхав до СРСР, де працював у Вірменському театрі опери та балету.